# Afasi
För rapparen Afasi, se Herbert Munkhammar
Afasi är en störning av förmågan att tala eller att förstå språk. Störningen uppstår på grund av skador i hjärnans språkcentra. Expressiv afasi påverkar det egna talet, det går inte att hitta orden. Impressiv afasi gör det svårt att förstå vad andra säger. Överföringsafasi innebär en förlust av den motoriska kontrollen över talet.

## Funktionsnedsättning
Personer med afasi har svårigheter av olika grad att förstå språk, kunna tala, läsa och/eller skriva (gäller även för teckenspråk). Afasi ser mycket olika ut från patient till patient (beroende på skadans lokalisering och utbredning samt personliga faktorer) men gemensamt är att språkfunktioner är drabbade. Afasin kan till exempel variera kraftigt vad gäller svårighetsgrad. För en del personer kan det röra sig om en så lätt påverkan på språket att omgivningen kanske inte ens märker det, men personen själv känner att talet inte flyter som förut, eller kanske känner att det är svårare att läsa. För andra kan afasin innebära en komplett avsaknad av talförmåga och stora svårigheter att uppfatta och tolka vad andra säger.
Afasin i sig innebär ingen intellektuell funktionsnedsättning. Personer som har fått en hjärnskada får dock ofta påverkan även på andra funktioner, till exempel motorik (rörelseförmåga) och kognition (till exempel minne, koncentration, problemlösningsförmåga och så vidare). Det är alltså vanligt att dessa svårigheter förekommer tillsammans med afasi. Det är dock viktigt att komma ihåg att afasins svårighetsgrad inte säger något om övriga kognitiva funktioner hos den specifika individen.
Afasi är en dold funktionsnedsättning. Den kan därför vara svår för omgivningen att förstå om man inte har kunskap om afasi.
En utbredd missuppfattning är när man märker att en strokedrabbad har förlamad nedre högra ansiktshalva och därför tror att talsvårigheterna beror på att den del av hjärnbarken som kontrollerar nedre högra ansiktshalvan skadats. Afasi handlar dock inte om förlamning utan om att kunskapen hur man talar har förstörts. Bredvid det område i hjärnbarken som styr en kroppsdel finns det område som planerar rörelser i samma kroppsdel, för nedre högra ansiktshalvan är detta känt som Brocas område. Information går från resten av hjärnbarken till Brocas område där den förbinds med  den samling rörelsemönster i talorganen som utgör ordförrådet innan det färdiga yttrandet går vidare till den hjärnbark som direkt styr talorganen. En skada i Brocas område skadar därför språkproduktionen.
I och med att Brocas område och den primära motoriska barken ligger bredvid varandra kan den afasidrabbade även ha fått talapraxi i samband med stroken, vilket gör att artikulationen kan uppfattas som ansträngd eller oprecis.
Personer med afasi och deras anhöriga bör så snart som möjligt efter insjuknandet träffa en logoped för att få information och stöd. I ett senare skede kan man också få språklig rehabilitering hos logopeden. Logopeden undersöker vilka resurser och begränsningar som finns vad gäller patientens förmåga att använda språket. Han eller hon bedömer också personens möjligheter att kommunicera på andra sätt, till exempel genom kroppsspråk. Logopeden kan hjälpa patienten att träna språk och kommunikation samt lära ut sätt och strategier för kommunikation. Det är också viktigt att närstående får information och råd om hur man kan underlätta samtal med personer som har afasi.
Det finns idag gott vetenskapligt stöd för att intensiv logopedisk behandling leder till förbättring vid afasi. Logopedisk behandling vid afasi kan förbättra funktionell kommunikation, uttrycksförmåga, läsförmåga och skrivförmåga. För bästa behandlingseffekt har man i forskning sett att behandlingen bör vara intensiv, erbjudas i hög dos och under lång tid.  Mot bakgrund av detta ut kom Socialstyrelsen ut med nya riktlinjer år 2020 för afasibehandling i Sverige. Enligt Socialstyrelsens Nationella riktlinjer för vård vid stroke, ska patienter med afasi som bedöms ha nytta av det erbjudas intensiv behandling. Samma riktlinjer anger också att närstående till personen med afasi ska erbjudas utbildning och träning för att lära sig hur de kan stötta och underlätta kommunikationen, så kallad kommunikationspartnerträning. 
För vissa personer med afasi kan det vara aktuellt med någon form av kommunikationshjälpmedel, för att komplettera när talförmågan inte räcker till. Bedömning, utprovning, anpassning och inträning av kommunikationshjälpmedel görs av logoped. När det gäller tekniska hjälpmedel används idag huvudsakligen surfplattor och smartphones, vilket för vissa kan vara till god hjälp.
Lokala Afasiföreningar erbjuder olika former av kurser och andra aktiviteter, och är en viktig resurs i afasirehabiliteringen. 
Vi behöver språket för att kunna kommunicera med omvärlden. Personer som har afasi blir ofta frustrerade då det är svårt för dem att sätta ord på sina tankar och bilda meningar så att andra förstår. 
Livet påverkas även för närstående när en familjemedlem får afasi. Det blir svårare att till exempel ta gemensamma beslut när man inte kan resonera med varandra som tidigare. 
Även om afasisymptomen kanske aldrig försvinner helt så kan man ofta förbättras. Hur pass återställd man kan bli beror förstås på många olika faktorer, bland annat grad av afasi, hur lång tid som gått sedan skadan och patientens insikt och motivation. 
Afasi betyder egentligen en total frånvaro av viss språklig funktion. Afasi används dock som en internationell paraplybeteckning för just störning av viss språklig funktion och inte, som man kan tro, total avsaknad.

## Orsak
Afasi beror på att delar som är viktiga för språkfunktionerna blivit skadade till följd av en förvärvad hjärnskada, till exempel stroke, traumatisk hjärnskada eller infektioner i centrala nervsystemet. Av dessa är stroke vanligast: i Sverige drabbas årligen ungefär 12 000 personer av afasi till följd av stroke, av dessa är cirka 35 %, eller drygt 4000 personer, i yrkesverksam ålder.
Den vanligaste orsaken till afasi är en infarkt i mellersta hjärnartären (arteria cerebri media). Detta orsakar 75 % av alla afasier.
Skada som leder till afasi sitter oftast på vänstra hjärnhalvan. Är centrala språkfunktioner drabbade, sitter skadan vanligen i temporalloben, frontalloben, parietalloben, eller PTO-området.
Vänster hjärnhalva styr också motoriken i höger kroppshalva, och därför är det vanligt att personer med afasi har nedsatt motorik i höger arm och/eller ben, ibland även i ansiktets nedre högra halva.

## Vanliga symtom
Nedan listas några vanliga afasisymtom. De varierar mellan olika patienter och olika typer av afasi. 
Automatiskt tal – vissa strängar av tal förekommer ofta och har liksom "fastnat". Det kan vara vardagliga ord och fraser eller känsloladdade uttryck. Ofta rör det sig om kraftuttryck som svordomar, räkna till 10 eller rabbla veckodagarna. Dessa ord är så kallade överinlärda och sitter i de djupare hjärnstrukturerna och berörs därför inte av hjärnskadan.
Verbalamnesi – ordglömska. 
Anomi – nedsatt förmåga att benämna ting. 
Perseverationer – man upprepar en (tal-)handling eller kan inte växla till en annan (tal-)handling. Samma sak uppträder om och om igen, exempelvis kan två helt olika frågor få samma svar om de ställs efter varandra. En annan typ av perseveration är när man fastnar i ett ljud rent motoriskt.
Parafasier – ett ljud eller ett ord byts ut mot något annat ljud respektive ord. 
Neologismer – när man ska använda ett ord säger man istället ett ord som för andra låter som ren rappakalja. (Se även neologism). 
Agrammatism / dysgrammatism – man använder sig inte av korrekt syntax/ordföljd och talet saknar grammatiska småord och böjningar. Man har även svårt för att tolka meningar med hjälp av grammatiken (vilket kan göra meningar som "Hunden jagas av katten" svåra att tyda rätt). 
Dysprosodi – avvikande betoningar, satsmelodi och talrytm. 

## Olika typer av afasi

Broca och Wernicke områdenas placering i hjärnan.

Indelningar i olika typer av afasisyndrom är intressanta i förklaringssyfte skada-symtom, men för den enskilda afasi-drabbade är det viktigare att analysera de symtom som förekommer än att ta fram en syndromklassificering. Det är sällan afasin som den manifesterar sig hos en enskild person stämmer helt överens med den klassiska bilden av en viss afasityp.
En vanlig missuppfattning är att den expressiva förmågan endast skulle vara förlagd till Brocas område och den impressiva förmågan endast till Wernickes område. Det är en alltför grov förenkling. Vi vet idag, tack vare moderna undersökningsmetoder som CT, MR och PET-undersökningar, att språkområdena i den vänstra hemisfären är betydligt större än så.
Snarare än att språkförmågan är organiserad efter komponenterna expressiv och impressiv förefaller den organiserad efter språkets komponenter (prosodi, lexikon, grammatik, fonologi). Vid en skada på ett specifikt område i hjärnbarken får patienten därför både expressiva och impressiva symptom som drabbar en eller flera av ovanstående komponenter. Beroende på skadelokalisationen drabbas patienten av olika sammansättningar afasisymptom som beskriver de olika afasisyndromen.
En tumregel är att man alltid skall förutsätta att den afasidrabbade har både impressiva och expressiva afasisymptom tills motsatsen är bevisad. Därför bör man heller inte använda syndrombeteckningarna "expressiv-" och "impressiv afasi" då sådana syndrom knappast existerar i verkligheten.
Afasidiagnoserna nedan är de som förekommer inom Boston-skolan. En annan vanligt använd diagnosindelning är Lurias indelning.

### Brocas afasi
Lokalisation
Nedre frontalloben (Brocas område, Brodmannareorna 44 & 45)
Symptom
- Icke-flytande tal
- Agrammatism
- Bra språkförståelse
- Nedsatt benämning
- Nedsatt repetition

### Wernickes afasi
Lokalisation
Övre temporalloben/nedre parietalloben (Wernickes område, Brodmannarea 22)
Symptom
- Flytande tal
- Utbyten av ljud och ord
- Nedsatt språkförståelse
- Nedsatt benämning
- Nedsatt repetition

### Konduktionsafasi
Lokalisation
Fasciculus arcuatus (förbindelsen mellan Wernickes och Brocas områden)
Symptom
- Flytande tal
- Bra språkförståelse
- Nedsatt repetition
- Nedsatt benämning

### Anomisk afasi
Lokalisation
Parietalloben (gyrus angularis)
Symtom
- Flytande tal
- Bra språkförståelse
- Bra repetition
- Nedsatt benämning (benämningssvårigheter även i spontan-tal)

### Transkortikal motorisk afasi
Lokalisation
Övre frontalloben
Symtom
- Icke-flytande tal
- Bra språkförståelse
- Bra repetition
- Nedsatt benämning

### Transkortikal sensorisk afasi
Lokalisation
Parietalloben (bakom Wernickes område, Brodmannarea 39).
Symtom
- Flytande tal
- Nedsatt språkförståelse
- Bra repetition
- Nedsatt benämning

### Global afasi
Lokalisation
Stora kortikala och subkortikala områden; mer eller mindre hela hemisfären
Symtom
- Icke-flytande tal
- Nedsatt språkförståelse
- Nedsatt repetition
- Nedsatt benämning

## Differentialdiagnostik
Det är viktigt att skilja afasi från:
- Dysartri, en senso-motorisk störning av talmotoriken (artikulation, röst, talandning) på grund av neurologisk sjukdom/skada.
- Talapraxi, en till följd av neurologisk skada eller sjukdom nedsatt förmåga/oförmåga att utföra inlärda, viljemässiga artikulationsprogram.